# Geelplaatgordijnzwam
De geelplaatgordijnzwam (Cortinarius croceus) is een schimmel behorend tot de familie Cortinariaceae. Hij groeit bij loofhout en naaldhout. Hij vormt ectomycorrhiza. 

## Kenmerken

### Uiterlijke kenmerken
Hoed
De hoed heeft een diameter van 1 tot 6 cm. De vorm is aanvankelijk kegelvormig, later spreidend en min of meer gewelfd. Het droge, matte hoedoppervlak is eerst fijn, dan grof radiaal vezelig en donker olijfgeel tot geelbruin, roodbruin of olijfbruin gekleurd. De hoedrand is vaak min of meer geel.
Lamellen
De dunne, breed uitgegroeide lamellen zijn aanvankelijk mooi geel en blijven dat ook lang. Ze vormen een duidelijk contrast met de donkere hoed. Later zijn ze kaneel- tot olijfbruin en soms kunnen ze een saffraantint hebben.
Steel
De steel heeft een dikte van 30 tot 80 mm en het is 3 tot 8 mm dik. Hij is citroengeel, saffraan tot olijfgeel van kleur en glad. Alleen bij de porphyrovelatus-variëteit wordt hij omringd door de paarsbruine velumzone.
Geur en smaak
Het stevige vruchtvlees is geel tot olijfgeel van kleur en ruikt zwak en onopvallend naar jodium of rapen.

### Microscopische kenmerken
De basidiosporen zijn elliptisch, bijna glad en meten 6,5-9 × 4,5-5 µm. De cheilocystidia zijn smal en zelden gesepteerd.

## Verspreiding
De geelplaatgordijnzwam komt voor in Noord-Amerika en Europa. Het is wijdverbreid in heel Europa en komt voor in bijna alle klimaatzones. Het is ook ontdekt in Groenland en IJsland. Het komt vaker voor in Noord-Europa dan in het zuiden, maar het komt ook hier voor. In Groot-Brittannië en Ierland is de huidkop vrij zeldzaam, maar toch wijdverbreid.
De vruchtlichamen van de mycorrhiza-schimmel verschijnen van juli tot oktober (november), voornamelijk in naaldbossen. Hij is een van de meest voorkomende soorten schimmels in jonge sparren- en dennenbossen. Hij groeit hier vaak in moskussens. Hij komt ook voor in loofbossen met berken, beuken en eiken. De paddenstoel geeft de voorkeur aan zure silicaatbodems. (61% van de vondsten in Oostenrijk, 9% op kalkbodems). De optimale jaargemiddelde temperatuur is 8 °C, de maximumtemperatuur is 9 °C, de minimumtemperatuur is -1 °C. In Zwitserland is de hoogste locatie 2350 m boven zeeniveau, en in Oostenrijk werd de schimmel ook gevonden op een hoogte van meer dan 2200 m.
In Nederland komt de geelplaatgordijnzwam algemeen voor. Hij staat niet op de rode lijst en is niet bedreigd.